# Geografía de Burundi
Burundi se encuentra situado en el  África central en pleno gran Valle del Rift. Limitando con la República Democrática del Congo  y con el lago Tanganica al oeste, con Ruanda al norte y con Tanzania al este y al sur.

## Orografía
Burundi es en su mayor parte una meseta ondulada con una altitud media de 547.09553 m esta desciende hacia el oeste a la depresión del valle del Rift. Donde se sitúa la zona más baja del país a orillas del lago Tanganica a unos 772 m. El monte Heha con 2670 m es la máxima altura, otros montes importantes son el monte Kavumu de 2.634 m o el monte Mukike de 2.600 m. De norte a sur el país es atravesado por la cadena montañosa de Crête du Nile.

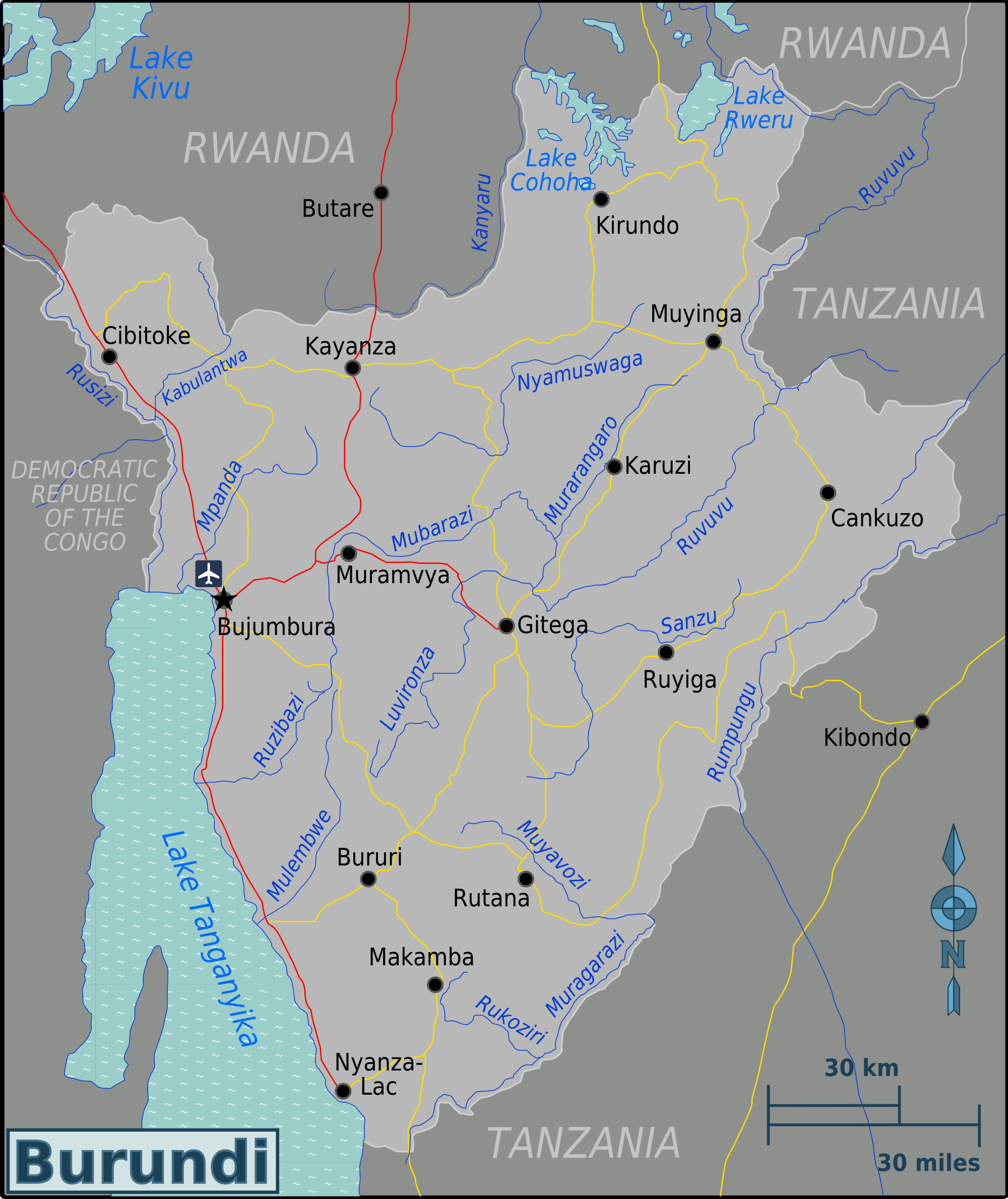
Ríos más importantes de Burundi

## Hidrografía

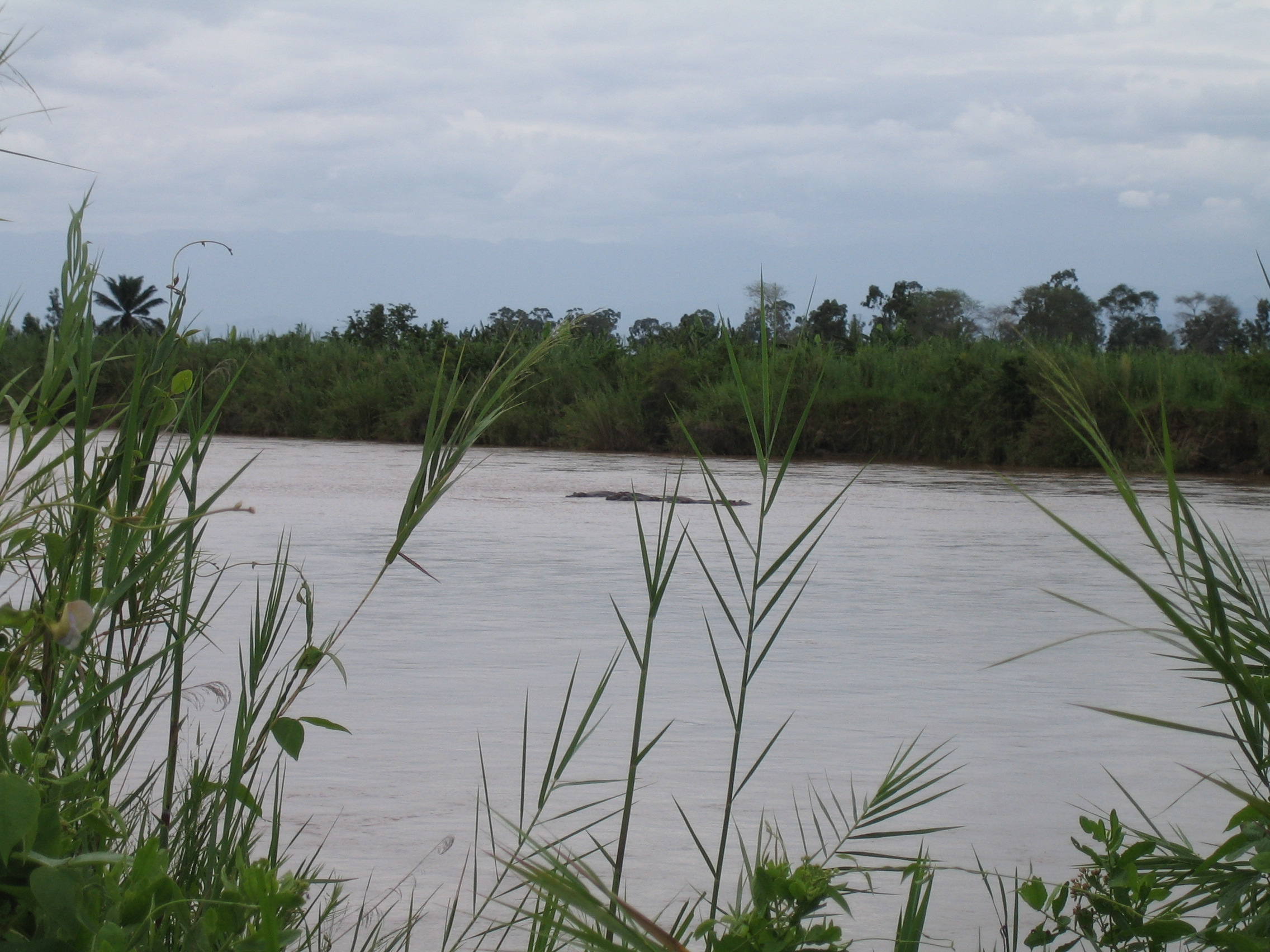
El río Ruzizi en Burundi.

Los principales ríos son el río Ruzizi que constituye la frontera con el Congo desembocando  en el lago Tanganica, el Malagasari y el Ruvuvu. El Kagera que es considerado la fuente más remota del río Nilo nace en el norte del país desde donde se dirige hacia el lago Victoria. El principal lago es el lago Tanganica que comparte con Tanzania, el Congo y Zambia. Aparte cuenta con muchos otros lagos en el norte como Mwungera, Narungazi, Rwihinda, Cohoha, Rwera y Kanzigiri son los ríos más grandes

## Clima

Mapa de Koppen-Gieger del clima de Burundi. En color azul, tropical de sabana; en color amarillento, templado con verano seco y cálido, y en verde, templado, con invierno no tan húmedo y verano cálido.

El clima es ecuatorial, moderado por la altitud de la mayor parte del país. La temperatura media anual es de 21,1 °C en la meseta y 24,4 en el Rift Valley. La estación seca va de junio a agosto. La precipitación media es de 1500 mm.
La mayor parte del país está ocupado por una meseta que oscila entre 1500 y 1800 m, excepto en el oeste, donde hay una región más baja, a unos 800 m, así como un cinturón de montañas. La estación seca se da entre junio y agosto, durante el invierno austral, cuando soplan vientos del sudoeste, con poca lluvia y mucho sol, con las temperaturas más altas en septiembre y octubre, cuando empiezan las lluvias. Con las tormentas, las temperaturas empiezan a bajar, hasta los 22-25.oC durante el día en la meseta, y los 27-28.oC en las zonas occidentales bajas. Menos esos tres meses secos, el resto del año es bastante húmedo. Las lluvias aumentan con la altitud y decrecen al descender hasta el lugar más cálido y seco junto al lago Tanganica, a 770 m de altitud, donde halla la capital, Buyumbura, con unas precipitaciones medias anuales de 835 mm. Entre noviembre y abril se superan los 100 mm mensuales, y entre junio y agosto apenas llueve. Las temperaturas, de todos modos, varían poco, de 19-29.oC de oscilación diaria en enero a 17-30.oC en agosto.
En el oeste del país, a lo largo de la cuenca del río Ruzizi y cerca de la RDC, el tiempo puede ser muy cálido entre septiembre y marzo con picos de 35.oC. Pero en las montañas que bordean la cuenca del río, que forman la divisoria Congo-Nilo, la altitud crece rápidamente y superan los 2000 m, con el monte Heha como cumbre dominante, a 2684 m. Las lluvias se incrementan mucho con la altitud. En Rwegura, que está junto al parque nacional de Rusizi y abundan las plantaciones de té, caen 1735 mm de media anual, pero también hay tres meses secos entre junio y agosto, y en julio apenas caen 5 mm. En abril, con 240 mm, llueve una media de 24 días.
En Gitega, en el centro del país, a 1655 m de altitud, caen unos 1130 mm de lluvia anual y la temperatura media es de 18,5.oC. Apenas llueve entre junio y agosto (3 mm en julio) y hay una pequeña disminución en enero y febrero ( 133 y 134 mm) respecto a los 150 mm que caen en noviembre, diciembre y marzo, y los 176 mm de abril.

## Medio Ambiente
La vegetación típica es la de la Sabana. La fauna salvaje de Burundi, que incluye a elefantes, leopardos, hipopótamos, cocodrilos, jabalíes, antílopes y lémures voladores. Con cerca del 5,7% del espacio protegido con el parque nacional de Kibira (bosque de Montaña adyacente a Ruanda, el parque nacional de Ruvubu ( en el noreste del país alrededor del río de mismo nombre) y la reserva natural de Rusuzi. 
No obstante el país hace frente a grandes problemas medioambientales que tienen como origen la alta densidad de población y la extrema pobreza de sus habitantes. Hay una gran deforestación, debido a la extensión de las tierras agrícolas y al uso de la madera como único combustible disponible. También se ha empobrecido el suelo como resultado del mal uso agrícola y la deforestación. Por otro lado, la inestabilidad política y la pobreza ha puesto en peligro de extinción hasta 28 especies de animales.

## Áreas protegidas de Burundi

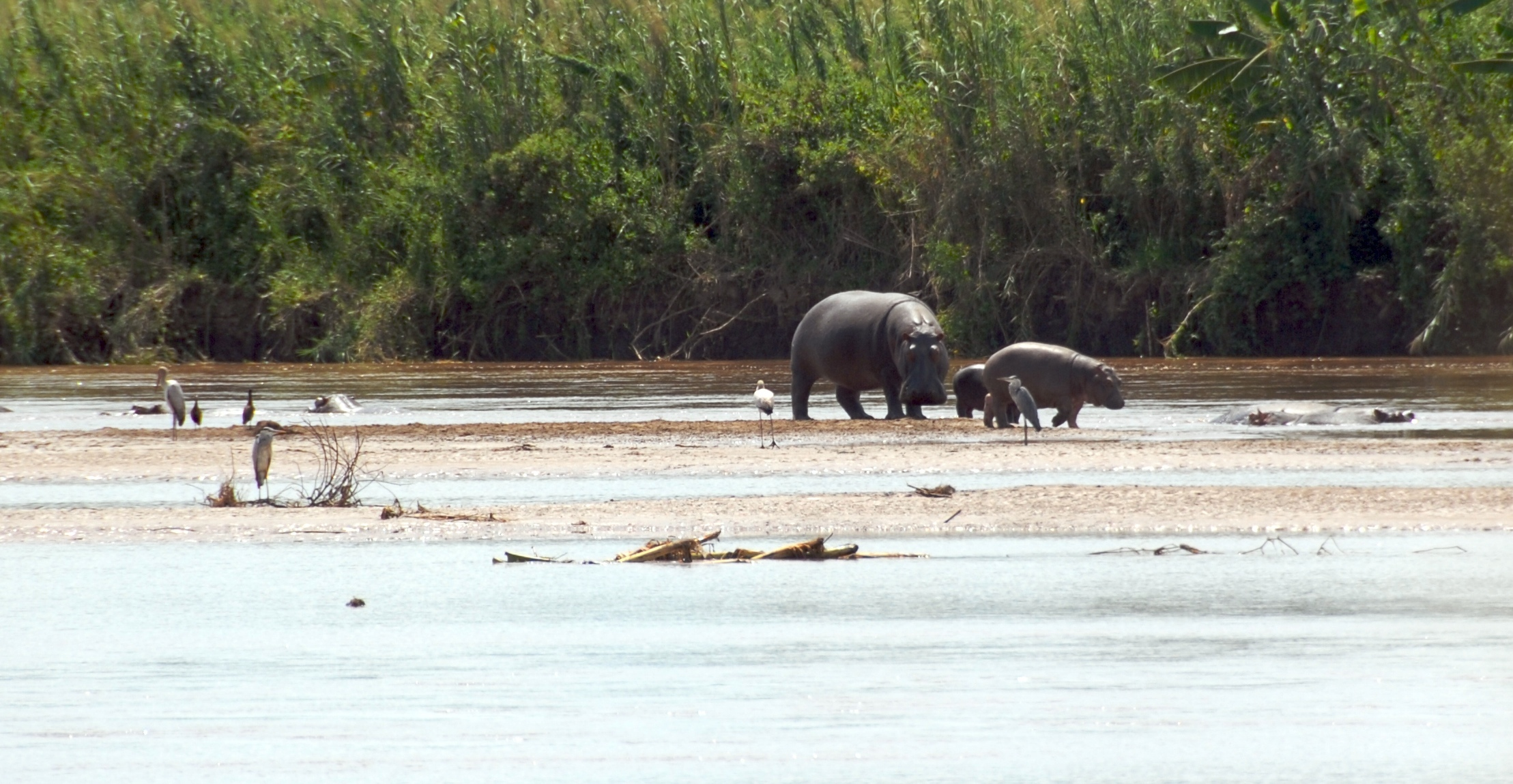
Hipopótamos en el parque nacional de Rusizi

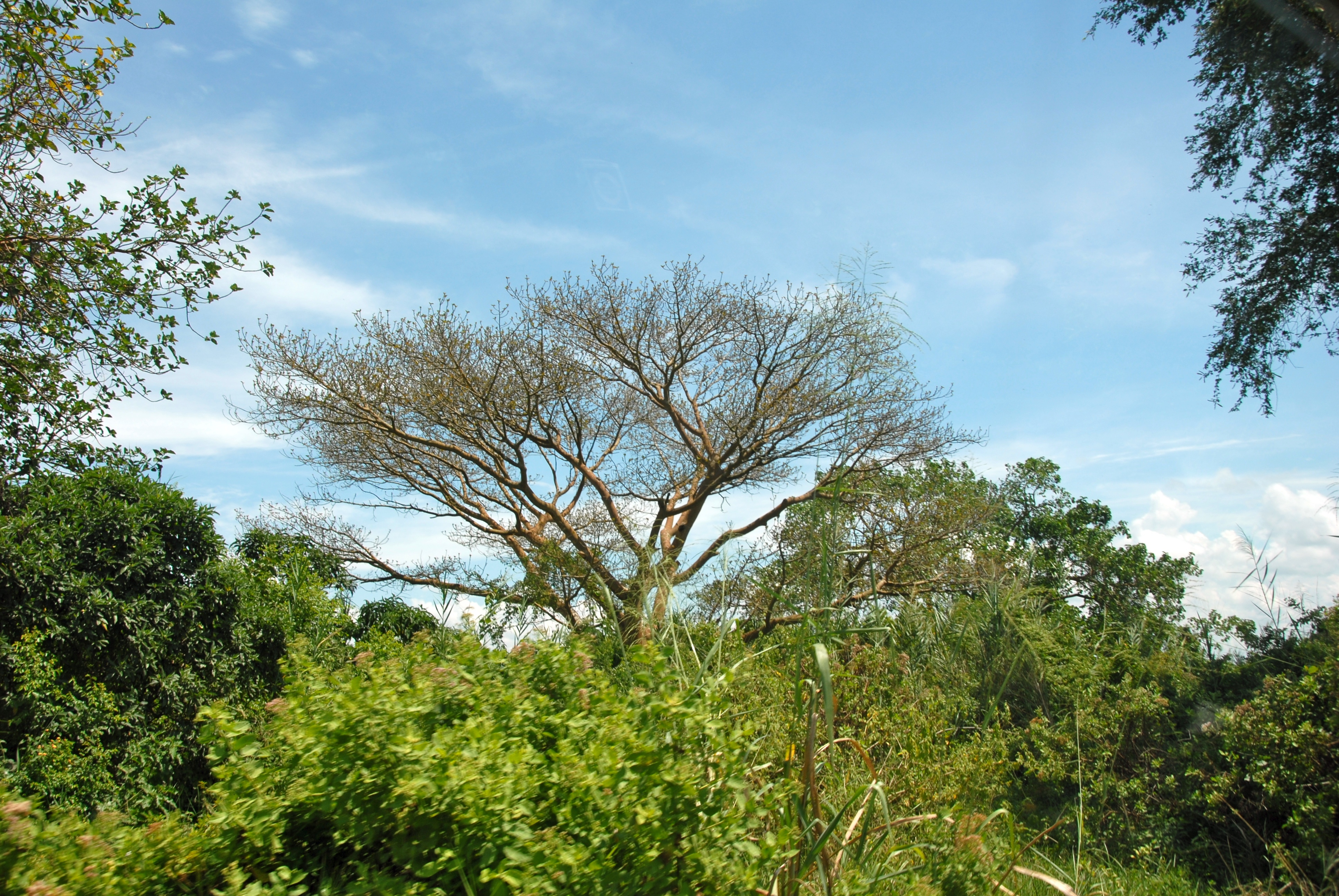
Parque nacional de Rusizi

Según la IUCN, en Burundi hay 21 áreas protegidas que cubren 2.066 km², el 7,59% del área del país, 21.211 km². De estas, 3 son parques nacionales, 7 son reservas naturales, 2 son monumentos naturales y 5 son paisajes protegidos. Además, hay 4 sitios Ramsar de protección de las aves.

#### Parques nacionales
- Parque nacional de Kibira, 400 km²
- Parque nacional de Ruvubu, 508 km²
- Parque nacional de Rusizi, 90 km²

#### Reservas naturales
- Gisagara, 110 km²
- Bosque de Vyanda, 45 km²
- Bosque de Bururi, 33 km²
- Reserva natural de Rumonge, 50 km²
- Kigwena, 8 km²
- Reserva de Nkayamba, 2,5 km²
- Bosque de Monge, 50 km²

#### Monumentos naturales de la Unesco
- Cascadas de Kagera, 1,42 km²
- Falla de Nyakazu, 7 km²

#### Paisajes protegidos
- Reserva de Muyange, 1,04 km²
- Nosque de Murehe, 18,7 km²
- Lagos del norte, 187 km²
- Mukungu-Rukamabasi, 50 km²
- Lago de Mabanda/Nyanza, 35 km²

#### Sitios Ramsar
- Parque nacional de Ruvubu, 508 km²
- Parque nacional de Rusizi, 90 km²
- Reserva natural de la Malagarazi, 8 km²
- Paisaje acuático protegido del Norte, 162,42 km²

## Datos estadísticos
Situación:
En África Central al este de la República Democrática del Congo.
Coordenadas geográficas:
3°30′S 30°00′E / -3.500, 30.000
Referencias de mapa:
África
Superficie:

total:
27.380 km²

tierra:
25.650 km²

agua:
2.180 km²
Fronteras terrestres:
974 km
Países fronterizos:

Congo 
233 km

Ruanda
290 km

Tanzania
451 km
Línea de costa:
0 km

Clima:
Ecuatorial; Es una meseta alta con gran variación de altura (772 metros a 2.670 m); La temperatura varía con la altitud de 23 a 17 °C pero es moderada generalmente a altitudes medias. La precipitación media es de 150 cm; la estación húmeda va de febrero a mayo y de septiembre a enero. 
Terreno
Con colinas y montañoso, disminuye la altura hacia el este, algunas llanuras 
Extremos de altitud:

el punto más bajo:
Lago Tanganika 772 m

el punto más alto:
Heha 2.670 m
Recursos naturales:
Níquel, uranio, óxidos de tierras raras, cobalto, cobre, platino, valadio, tierra cultivables y recursos hidroeléctricos, niobio, tántalo, oro, hierro, tungsteno, caolín y yeso.
Uso de la tierra:

tierra cultivable:
35,03 %

cultivos permanentes:
14,02 %

otros:
50,93 % (2001)
Tierra irrigada:
740 km² (1998 est)
Amenazas Naturales
Inundaciones, corrimientos de tierras y sequías.
Medio ambiente– temas actuales:.
La erosión del suelo debido al sobre pastoreo y a la extensión de los cultivos en terrenos marginales; deforestación (queda poca superficie arbolada debido a la explotación de la madera como combustible); la pérdida de hábitat.